# Marija Koszkariowa
Marija Koszkariowa (ur. 24 marca 1990, zm. 10 marca 2011) – ukraińska lekkoatletka, dyskobolka.
Pod koniec 2010 zawodniczka przeszła operację, po której przez 2 miesiące przebywała na oddziale intensywnej opieki medycznej. Zmarła z powodu niewydolności serca. 

## Osiągnięcia
| Rok  | Impreza                               | Miejsce   | Lokata      | Wynik |
| ---- | ------------------------------------- | --------- | ----------- | ----- |
| 2007 | Olimpijski Festiwal Młodzieży Europy  | Belgrad   | 4. miejsce  | 45,25 |
| 2007 | Mistrzostwa świata juniorów młodszych | Ostrawa   | 5. miejsce  | 46,44 |
| 2008 | Mistrzostwa świata juniorów           | Bydgoszcz | 10. miejsce | 48,50 |
| 2009 | Mistrzostwa Europy juniorów           | Nowy Sad  | 4. miejsce  | 52,62 |

Medalistka mistrzostw Ukrainy w różnych kategoriach wiekowych. Reprezentantka kraju w meczach międzypaństwowych kadetek oraz juniorek. W 2008 została złotą medalistką na zimowych mistrzostwach Ukrainy juniorek w rzucie oszczepem z wynikiem 47,30 m.

## Rekordy życiowe
- Rzut dyskiem – 54,45 (2010)